# Tori Kelly

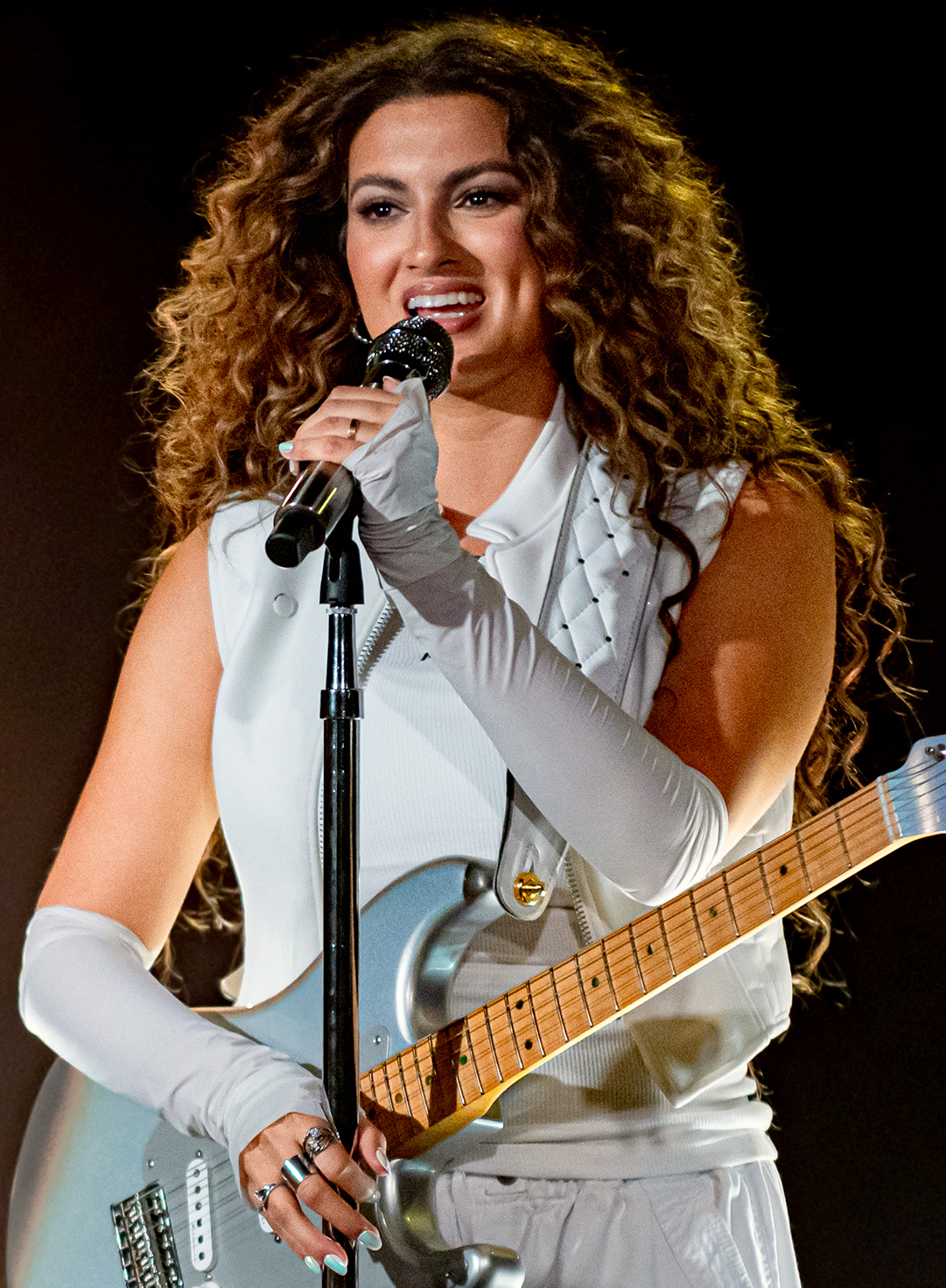
Tori Kelly, 2023

Victoria Loren „Tori“ Kelly (* 14. Dezember 1992 in Wildomar, Kalifornien) ist eine US-amerikanische Singer-Songwriterin.

## Biografie
Kellys Eltern waren ebenfalls Musiker. Im Alter von zehn Jahren nahm sie an Star Search teil; zwei Jahre später siegte sie in einer ähnlichen Castingshow namens America’s Most Talented Kids. Sie erhielt einen Plattenvertrag, der jedoch in beiderseitigem Einvernehmen aufgelöst wurde.
Danach begann sie, ihre eigenen Songs zu schreiben und diese bei YouTube zu veröffentlichen. Sie hatte mehr als eine Million Abonnenten und erreichte Zugriffszahlen von über 24 Millionen für eine Coverversion des Songs Thinkin’ ’Bout You von Frank Ocean. Ihre erste EP Handmade Songs by Tori Kelly erreichte Platz neun der Heatseeker-Charts.
Seit 2013 wird sie von Scooter Braun gemanagt, und sie unterschrieb im selben Jahr einen Plattenvertrag mit Capitol Records. Sie trat im Vorprogramm von Jewel, Ed Sheeran und Sam Smith auf. Ihre erste Labelveröffentlichung war die EP Foreword. Ende 2013 stieg sie in die Top 20 der US-Albumcharts ein.
Im Juni 2015 veröffentlichte sie ihr Debütalbum Unbreakable Smile, das in den USA den zweiten Platz der Charts erreichte. Das Album wurde im Oktober 2015 weltweit veröffentlicht. Es kam in Australien und Neuseeland in die Top 10 und konnte sich auch in einigen europäischen Ländern in den Charts platzieren.
Kelly war Anfang 2016 für einen Grammy in der Kategorie Best New Artist und für einen People’s Choice Award unter der Kategorie Best Breakout Artist nominiert. Anlässlich des Todes von Prince im April 2016 fand im Oktober 2016 in Saint Paul ein Tributeabend zu Ehren des Musikers statt, bei dem sie auftrat. Im Dezember 2016 sprach und sang sie die Rolle der Elefantin Meena im Film Sing.
Im Mai 2018 heiratete sie in Kalifornien ihren langjährigen Partner, den US-amerikanisch-deutschen Basketballspieler André Murillo. Bei den Grammy Awards 2019 gewann sie zwei Auszeichnungen in der Kategorie Gospel/Christliche Popmusik für den Song Never Alone mit Kirk Franklin und das Album Hiding Place.
Von September bis Dezember 2020 nahm Kelly als Seahorse an der vierten Staffel der US-amerikanischen Version von The Masked Singer teil, in der sie im Halbfinale als Viertplatzierte ausschied.

## Diskografie

### Studioalben
| Jahr | Titel                   | Höchstplatzierung, Gesamtwochen, AuszeichnungChartplatzierungen (Jahr, Titel, Platzierungen, Wochen, Auszeichnungen, Anmerkungen) | Höchstplatzierung, Gesamtwochen, AuszeichnungChartplatzierungen (Jahr, Titel, Platzierungen, Wochen, Auszeichnungen, Anmerkungen) | Anmerkungen                              |
| Jahr | Titel                   | UK | US | Anmerkungen                              |
| ---- | ----------------------- | --- | --- | ---------------------------------------- |
| 2015 | Unbreakable Smile       | UK36 (1 Wo.)UK | US2 Gold · (39 Wo.)US | Erstveröffentlichung: 23. Juni 2015      |
| 2018 | Hiding Place            | — | US35 (1 Wo.)US | Erstveröffentlichung: 14. September 2018 |
| 2019 | Inspired by True Events | — | US97 (1 Wo.)US | Erstveröffentlichung: 9. August 2019     |
| 2020 | A Tori Kelly Christmas  | — | US192 (1 Wo.)US | Erstveröffentlichung: 30. Oktober 2020   |
| 2024 | Tori                    | — | — | Erstveröffentlichung: 5. April 2024      |

### EPs
| Jahr | Titel    | Höchstplatzierung, Gesamtwochen, AuszeichnungChartsChartplatzierungen (Jahr, Titel, Platzierungen, Wochen, Auszeichnungen, Anmerkungen) | Anmerkungen                            |
| Jahr | Titel    | US | Anmerkungen                            |
| ---- | -------- | --- | -------------------------------------- |
| 2013 | Foreword | US16 (2 Wo.)US | Erstveröffentlichung: 22. Oktober 2013 |

Weitere EPs
- 2012: Handmade Songs by Tori Kelly
- 2020: Solitude
- 2023: Tori

### Singles
| Jahr | Titel Album                             | Höchstplatzierung, Gesamtwochen, AuszeichnungChartplatzierungen (Jahr, Titel, Album, Platzierungen, Wochen, Auszeichnungen, Anmerkungen) | Höchstplatzierung, Gesamtwochen, AuszeichnungChartplatzierungen (Jahr, Titel, Album, Platzierungen, Wochen, Auszeichnungen, Anmerkungen) | Anmerkungen                                                                        |
| Jahr | Titel Album                             | UK | US | Anmerkungen                                                                        |
| ---- | --------------------------------------- | --- | --- | ---------------------------------------------------------------------------------- |
| 2014 | Come Get It Bae G I R L                 | UK87 (2 Wo.)UK | US23 Gold · (15 Wo.)US | Erstveröffentlichung: 8. Mai 2014 Pharrell Williams feat. Miley Cyrus & Tori Kelly |
| 2014 | Lullaby Growing Up in Public            | UK4 Gold · (9 Wo.)UK | — | Erstveröffentlichung: 14. September 2014 Professor Green feat. Tori Kelly          |
| 2015 | Nobody Love Unbreakable Smile           | — | US60 Gold · (11 Wo.)US | Erstveröffentlichung: 8. Februar 2015                                              |
| 2015 | Should’ve Been Us Unbreakable Smile     | — | US51 Platin · (10 Wo.)US | Erstveröffentlichung: 2. Juni 2015                                                 |
| 2015 | Hollow Unbreakable Smile                | — | US68 Platin · (11 Wo.)US | Erstveröffentlichung: 19. Oktober 2015                                             |
| 2017 | Take Back Home Girl Laps Around the Sun | — | US55 ×2Doppelplatin · (12 Wo.)US | Erstveröffentlichung: 29. September 2017 Chris Lane feat. Tori Kelly               |

Weitere Singles
- 2011: Mr. Music
- 2011: Bring Me Home
- 2012: Confetti
- 2013: Fill a Heart (Child Hunger Ends Here)
- 2013: Dear No One
- 2017: I’ll Find You (mit Lecrae, US: Platin)
- 2019: Change Your Mind
- 2020: Together (For King & Country feat. Kirk Franklin & Tori Kelly, US: Gold)
- 2020: Time Flies
- 2023: Cut
- 2024: High Water

## Auszeichnungen für Musikverkäufe
| Silberne Schallplatte - Vereinigtes Königreich - 2025: für das Lied I Was Made for Loving You Goldene Schallplatte - Australien - 2015: für die Single Nobody Love - Dänemark - 2023: für das Lied I Was Made for Loving You - Neuseeland - 2015: für die Single Come Get It Bae - Vereinigte Staaten - 2019: für das Lied I Was Made for Loving You | Platin-Schallplatte - Kanada - 2014: für die Single Come Get It Bae - 2023: für die Single Take Back Home Girl - Neuseeland - 2016: für die Single Nobody Love - 2019: für das Lied I Was Made for Loving You - 2022: für das Album Unbreakable Smile |

Anmerkung: Auszeichnungen in Ländern aus den Charttabellen bzw. Chartboxen sind in ebendiesen zu finden.
| Land/RegionAuszeichnungen für Musikverkäufe (Land/Region, Auszeichnungen, Verkäufe, Quellen) | Silber  | Gold     | Platin       | Verkäufe  | Quellen          |
| -------------------------------------------------------------------------------------------- | ------- | -------- | ------------ | --------- | ---------------- |
| Australien (ARIA)                                                                            | —       | Gold1    | —            | 35.000    | aria.com.au      |
| Dänemark (IFPI)                                                                              | —       | Gold1    | —            | 45.000    | ifpi.dk          |
| Kanada (MC)                                                                                  | —       | —        | 2× Platin2   | 160.000   | musiccanada.com  |
| Neuseeland (RMNZ)                                                                            | —       | Gold1    | 3× Platin3   | 67.500    | radioscope.co.nz |
| Vereinigte Staaten (RIAA)                                                                    | —       | 5× Gold5 | 5× Platin5   | 7.500.000 | riaa.com         |
| Vereinigtes Königreich (BPI)                                                                 | Silber1 | Gold1    | —            | 600.000   | bpi.co.uk        |
| Insgesamt                                                                                    | Silber1 | 9× Gold9 | 10× Platin10 |           |                  |

## Filmografie
- 2016: Sing (Synchronstimme)
- 2021: Sing – Die Show deines Lebens (Sing 2, Synchronstimme)
- 2022: Jerry und Marge – Die Lottoprofis
- 2024: Sing: Thriller (Synchronstimme)